# کار ایران
کار ایران (به انگلیسی: The Iran Job) یک مستند به کارگردانی تیل شودر (Till Schauder) راجع به کوین شپرد بسکتبالیست حرفه‌ای آمریکایی است که در تیم لوله سبز لوله آاس لیگ برتر بسکتبال ایران می‌کند.

مستند در زمستان ۲۰۰۹–۲۰۰۸ فیلم‌برداری شده‌است (چند ماه قبل از جنبش سبز ایران).

کریستین امان‌پور، گلوریا استینم، مازیار جبرانی، کریم سجادپور و تهیه‌کننده آبیگائل دیزنی همگی از کار ایران پشتیبانی کردند.

در ۹ ژانویه ۲۰۱۲ فیلم کار ایران بودجه جمعی که طی کمپین ۵۰ روزه در وبسایت کیک استارتر (Kickstarter)مبلغی بالغ بر ۱۰۰/۰۰۰دلار جمع‌آوری کرد.

در هنگام کمپین کیک استارتر، فیلم پوشش خبری داده شد از جمله مقاله چاپ شده در تاریخ ۲۳ دسامبر ۲۰۱۱ و مصاحبه تلویزیونی در تاریخ ۲۵ ژانویه ۲۰۱۲ در سی ان ان بین‌المللی، مجلهٔ آنلاین دفتر تهران (Tehran Bureau) و مجلهٔ انگلیسی فیلمساز (Filmmaker) و پس از پایان کمپین کیک استارتر فیلم تحت پوشش خبری وبلاگ پی او وی قرار گرفت.